# Anolis nigrolineatus
Anolis nigrolineatus este o specie de șopârle din genul Anolis, familia Polychrotidae, descrisă de Williams 1965. Conform Catalogue of Life specia Anolis nigrolineatus nu are subspecii cunoscute.